# 2. deild karla 1991
Mùa giải 1991 của 2. deild karla là mùa giải thứ 26 của giải bóng đá hạng ba ở Iceland.

## Bảng xếp hạng
| Vị thứ | Đội          | Số trận | Thắng | Hòa | Thua | Bàn thắng | Bàn thua | Hiệu số | Điểm | Ghi chú |
| ------ | ------------ | ------- | ----- | --- | ---- | --------- | -------- | ------- | ---- | --- |
| 1      | Leiftur      | 18      | 11    | 3   | 4    | 44        | 20       | +24     | 36   | Thăng hạng 1. deild 1992 |
| 2      | BÍ           | 18      | 9     | 4   | 5    | 35        | 24       | +11     | 31   | Thăng hạng 1. deild 1992 |
| 3      | ÍK           | 18      | 8     | 5   | 5    | 52        | 31       | +21     | 29   | Giải thể vào cuối mùa giải vì khó khăn tài chính. HK tiếp quản câu lạc bộ từ năm 1992 ở giải đấu thấp nhất, với việc hầu hết đội hình của ÍK chuyển sang HK. |
| 4      | Dalvík       | 18      | 8     | 3   | 7    | 39        | 32       | +7      | 27   | |
| 5      | Skallagrímur | 18      | 7     | 6   | 5    | 42        | 43       | -1      | 27   | |
| 6      | Völsungur    | 18      | 7     | 5   | 6    | 19        | 26       | -7      | 26   | |
| 7      | Þróttur N.   | 18      | 6     | 5   | 7    | 39        | 33       | +6      | 23   | |
| 8      | KS           | 18      | 5     | 5   | 8    | 26        | 28       | -2      | 20   | |
| 9      | Magni        | 18      | 5     | 3   | 10   | 37        | 55       | -18     | 18   | Ban đầu xuống hạng nhưng vẫn được ở lại sau khi ÍK phá sản, và giành chiến thắng trước đội bóng ở 3. deild Höttur trong trận playoff giành suất.             |
| 10     | Reynir Á.    | 18      | 3     | 3   | 12   | 23        | 64       | -41     | 12   | Xuống hạng 3. deild 1992 |

## Danh sách ghi bàn
| Cầu thủ                | Số bàn thắng | Đội bóng     |
| ---------------------- | ------------ | ------------ |
| Þorlákur Árnason       | 20           | Leiftur      |
| Eysteinn Kristinsson   | 14           | Þróttur N.   |
| Ágúst Sigurðsson       | 10           | Dalvík       |
| Ólafur Þorbergsson     | 10           | Magni        |
| Ámundi Sigmundsson     | 9            | BÍ           |
| Hörður Már Magnússon   | 9            | ÍK           |
| Hafþór Kolbeinsson     | 9            | KS           |
| Finnur Thorlacius      | 9            | Skallagrímur |
| Valdimar K. Sigurðsson | 9            | Skallagrímur |